# Campionati oceaniani di ciclismo su strada - Cronometro maschile Under-23
La Cronometro maschile Under-23 è una delle prove disputate durante i campionati oceaniani di ciclismo su strada. Inserita per la prima volta nel 2005 nel programma dei campionati, la corsa si disputa regolarmente, con la sola eccezione del biennio 2020-21, quando venne annullata a causa della pandemia da COVID-19.

## Albo d'oro
Aggiornato all'edizione 2023.
| Anno      | Vincitore                                        | Secondo                                          | Terzo                                            |
| --------- | ------------------------------------------------ | ------------------------------------------------ | ------------------------------------------------ |
| 2005      | Logan Hutchings                                  | Matthew Haydock                                  | Zak Dempster                                     |
| 2008      | Matthew Sillars                                  | Clinton Avery                                    | Peter Rennie                                     |
| 2009      | Jack Anderson                                    | Michael Matthews                                 | Samuel Horgan                                    |
| 2010      | Michael Matthews                                 | Alex McGregor                                    | Matt Marshall                                    |
| 2011      | Damien Howson                                    | Nick Aitken                                      | Aaron Donnelly                                   |
| 2012      | Damien Howson                                    | Edward Bissaker                                  | Michael Freiberg                                 |
| 2013      | Damien Howson                                    | Campbell Flakemore                               | Adam Phelan                                      |
| 2014      | Harry Carpenter                                  | Campbell Flakemore                               | Oscar Stevenson                                  |
| 2015      | Harry Carpenter                                  | Daniel Fitter                                    | Tom Kaesler                                      |
| 2016      | Alexander Morgan                                 | Oscar Stevenson                                  | Michael Storer                                   |
| 2017      | Liam Magennis                                    | Jason Lea                                        | Cyrus Monk                                       |
| 2018      | Jake Marryatt                                    | Liam Magennis                                    | Jason Lea                                        |
| 2019      | Liam Magennis                                    | Alastair Christie-Johnston                       | Jordan Louis                                     |
| 2020-2021 | non disputata a causa della pandemia di COVID-19 | non disputata a causa della pandemia di COVID-19 | non disputata a causa della pandemia di COVID-19 |
| 2022      | Logan Currie                                     | Dylan George                                     | Keegan Hornblow                                  |
| 2023      | Brady Gilmore                                    | Hamish McKenzie                                  | Oliver Bleddyn                                   |

## Medagliere
| Pos.   | Nazione       | Oro | Argento | Bronzo |    |
| ------ | ------------- | --- | ------- | ------ | -- |
| 1      | Australia     | 11  | 12      | 11     | 34 |
| 2      | Nuova Zelanda | 4   | 3       | 4      | 11 |
| Totale | Totale        | 15  | 15      | 15     | 45 |